# Kyss mig
Pour les articles homonymes, voir Kiss Me (homonymie) et Embrasse-moi (homonymie).
Pour plus de détails, voir Fiche technique et Distribution.
Kyss mig (littéralement, Embrasse moi) est un film suédois de 2011 réalisé par Alexandra-Therese Keining.

## Synopsis
Mia, une architecte en devenir, est sur le point d'épouser Tim, son partenaire en affaires. Son père Lasse est également fiancé à Elizabeth. Lors de la fête d’anniversaire de Lasse elle rencontre Frida, la fille d’Elisabeth. Mia et Frida échangent de nombreux regards, présageant une attraction mutuelle.
Mia et Frida visitent toutes les deux la nouvelle maison qu’Elisabeth et Lasse prévoient de partager. Mia embrasse Frida puis regrette. Leurs sentiments évoluent mais Mia est partagée entre Tim son fiancé et son attirance toujours croissante pour Frida. Le choix est laissé à Mia de décider si elle préfère, oublier son amour pour Frida ou rompre ses fiançailles avec Tim et commencer sa nouvelle vie.

## Fiche technique
- Titre : Kyss mig
- Titre international : With Every Heartbeat / Kiss me
- Réalisation : Alexandra-Therese Keining
- Assistant-réalisateur : Gunnar Järvstad
- Scénario : Josefine Tengblad, Alexandra-Therese Keining
- Productrice : Josefine Tengblad
- Production : Lebox Producktion AB
- Directrice de la photographie : Ragna Jorming
- Musique : Marc Collin
- Décors : Elle Furudahl
- Montage : Lars Gustafson, Malin Lindström
- Son: Marcus Hadriz
- Pays d'origine :  Suède -  Danemark
- Genre : Drame, romance saphique
- Durée : 105 minutes (1 h 45)
- Date de sortie : 
  - 29 juillet 2011  Suède
  - 29 août 2012  France
  - 22 septembre 2012  Suisse
  - 5 décembre 2012  Belgique
  - 6 décembre 2012  Allemagne

## Distribution
- Ruth Vega Fernandez : Mia Sundström
- Liv Mjönes : Frida
- Krister Henriksson : Lasse
- Lena Endre : Elisabeth
- Joakim Nätterqvist : Tim Bratthall
- Josefine Tengblad : Elin, la petite amie de Frida
- Tom Ljungman : Oskar
- Björn Kjellman : le prêtre
- Jan Goldring : le garde de sécurité
- Anna Nygren : la professeure de l'auditorium